# Meschac Gaba
Meschac Gaba (né en 1961) est un artiste conceptuel béninois basé à Rotterdam et Cotonou. Ses installations d'objets du quotidien juxtaposent de manière fantaisiste les identités culturelles et commerciales africaines et occidentales. Il a notamment exposé pour The Museum of Contemporary African Art 1997–2002, une installation autobiographique de 12 salles acquise et exposée par la Tate Modern en 2013. Il a également exposé à la Biennale de Venise en 2003 et au Studio Museum in Harlem en 2005.

## Biographie
Meschac Gaba est né à Cotonou, au Bénin, en 1961. Il avait dérivé de sa formation de peintre jusqu'à ce qu'un sac d'argent déclassé découpé en confettis l'amène à faire des peintures avec le matériau. Gaba est devenu connu pour ses installations d'objets du quotidien qui juxtaposent de manière fantaisiste les identités culturelles et le commerce africains et occidentaux.
Il a été résident à la Rijksakademie d'Amsterdam en 1996 pendant deux ans. En l'absence d'opportunités d'exposer son travail dans la ville, il entreprit au cours des cinq années suivantes de créer son propre musée. Cette pièce est devenue son œuvre phare The Museum of Contemporary African Art 1997–2002, qui se compose de 12 salles (certaines basées sur la fonction muséale et d'autres personnelles) remplies d'objets fabriqués par Gaba,. Tout au long de l'exposition courait une veine de récit confessionnel sur les travaux artistiques de l'artiste entre l'Afrique et l'Europe. La salle de mariage, qu'il a faite alors qu'il était amoureux, contient des souvenirs comme des artefacts de musée du mariage de Gaba avec la conservatrice néerlandaise Alexandra van Dongen en 2000 au Stedelijk Museum Amsterdam,. La salle de la bibliothèque contient des livres d'art et raconte l'enfance de Gaba. La salle de jeux a montré des tables de puzzle coulissantes qui forment des drapeaux nationaux africains. Il avait sa propre boutique de cadeaux et son café. Le musée exposé avait des canapés pour lire, un piano pour jouer et des objets reflétant le caractère polyculturel de l'Afrique, y compris de l'argent ghanéen représentant le visage de Picasso, une banque suisse imitant un marché de rue africain et des cuisses de poulet en céramique dorée,.
Le Musée a largement exposé. L'œuvre a été partiellement exposée pour la première fois en 2002 à la Documenta 11. Gaba a reçu un espace à Rotterdam dans lequel il a pu vivre et stocker l'œuvre. Lorsque son fils a demandé une maison plus normale, Gaba a vendu et offert la plupart des travaux à la Tate Modern, à l'exception de sa bibliothèque, que Gaba a ramenée dans sa ville natale,. Vers 2013, Gaba vivait la moitié de l'année dans sa ville natale de Cotonou et l'autre moitié à Rotterdam avec sa femme et son fils. La Tate Modern a présenté l'œuvre dans son ensemble en 2013 dans le cadre du programme biennal d'expositions africaines de la Tate. La salle des mariages a enchanté le critique d'art britannique Jonathan Jones, qui a décrit le Musée comme autobiographique, romanesque, contestataire montrant "la force de l'art africain moderne". Par exemple, la salle Art et religion montrait des sculptures cérémonielles africaines "classiques" aux côtés d'objets bouddhistes et chrétiens kitsch, comme pour regrouper les types comme de mauvaises représentations de leurs cultures respectives. Gaba a vu le travail comme corrigeant les manques d'éducation artistique en Afrique et de représentation de l'art africain en dehors du continent.
Entre la fin du Musée et son exposition Tate, Gaba a présenté à la Biennale de Venise 2003 et a tenu sa première exposition personnelle aux États-Unis au Studio Museum de Harlem, "Tresses", une série de modèles architecturaux de New York et du Bénin. repères fabriqués à partir d'extensions de cheveux tressés artificiels. L'accessoire, popularisé par les pop stars afro-américaines basées sur la culture ouest-africaine, a été rapatrié en Afrique. Gaba a travaillé avec un tresseur de cheveux béninois pour réaliser les sculptures à partir de ses photographies. Holland Cotter a écrit dans le New York Times que les œuvres étaient "délicieuses" et reconnaissables sans devenir des caricatures.
Gaba expose en galerie depuis le début des années 2000, notamment à la Lumen Travo Gallery située à Amsterdam, Pays-Bas et à la Galerie In Situ - Fabienne Leclerc à Romainville, France. En 2014, il expose également à New York avec le solo show Exchange Market, à la Tanya Bonakdar Gallery. Au rez-de-chaussée, 10 sculptures de tables en bois non verni chacune avec un porte-parapluie en fil de fer, d'où pendaient des billets de banque africains. Chaque tableau était associé à un type de marchandise: coton, cacao, diamants. Le long des murs étaient accrochés des œuvres en forme de banque faites de bois, de plexiglas et d'argent désaffecté. À l'étage, rappelant la salle de jeux du musée de Gaba, se trouvaient quatre tables de baby-foot et de petites sculptures souvenirs telles que des battes de cricket peintes à la main et une table de billard miniature.
Artsy a sélectionné le travail de Gaba comme point culminant de la foire d'art 1:54 de Londres en 2014.

## Expositions principales
- Tresses, Studio Museum in Harlem, 2005[8].
- Perruques, Voitures & Archéologie, Galerie In Situ - Fabienne Leclerc, 2013.

- Museum of Contemporary African Art, Tate Modern, 2013[3].

- Exchange Market, Tanya Bonakdar Gallery, New York City, 2014[4].
- L'homme et l'argent, Galerie In Situ - Fabienne Leclerc, Paris, 2017.

- Voyage au Long Cours, FRAC Normandie, Caen, 2019.

- Ce qui s'oublie et ce qui reste, Musée National de l'Histoire de l'Immigration, Paris, 2021.